# 3-吡咯甲醛
3-吡咯甲醛是一种有机化合物，化学式为C5H5NO。它可由N-三异丙基硅基吡咯和草酰氯在二氯甲烷中反应制得。它在参与反应时，可用原甲酸三乙酯作为保护基试剂，三氟乙酸/乙腈可用于脱保护。